# Leopold Gruber
Leopold Gruber (1º novembre 1951) è un ex sciatore alpino austriaco.

## Biografia
Specialista delle prove tecniche originario di Bad Kleinkirchheim, Gruber in Coppa del Mondo esordì il 24 gennaio 1971 a Kitzbühel in slalom speciale (27º), ottenne i primi punti il 19 dicembre 1972 a Madonna di Campiglio in slalom gigante (10º), il miglior risultato (nonché ultimo piazzamento a punti) il 16 dicembre 1973 a Saalbach nella medesima specialità (8º), l'ultimo piazzamento il 7 gennaio 1974 a Berchtesgaden ancora in slalom gigante (13º) e prese per l'ultima volta il via il 27 gennaio seguente a Kitzbühel in slalom speciale, senza completare la gara. Non prese parte a rassegne olimpiche o iridate e dopo il ritiro partecipò al circuito professionistico nordamericano (Pro Tour).

## Palmarès

### Coppa del Mondo
- Miglior piazzamento in classifica generale: 49º nel 1974

### Campionati austriaci
- 2 medaglie:
  -  1 argento (slalom gigante nel 1972)
  -  1 bronzo (slalom speciale nel 1972)[senza fonte]